# Quanten-Hall-Effekt
Der Quanten-Hall-Effekt (kurz: QHE) äußert sich dadurch, dass bei tiefen Temperaturen und starken Magnetfeldern die senkrecht zu einem Strom auftretende Spannung nicht wie beim klassischen Hall-Effekt linear mit dem Magnetfeld anwächst, sondern in Stufen. Der Effekt tritt an Grenzflächen auf, bei denen die Elektronen als zweidimensionales Elektronengas beschrieben werden können.
Der sog. Hall-Widerstand {\displaystyle R_{\mathrm {H} }}, also das Verhältnis der Hall-Spannung zur Stromstärke, nimmt dabei als Plateauwerte Bruchteile der Größe der Von-Klitzing-Konstante
{\displaystyle R_{\mathrm {K} }=h/e^{2}\approx 25{,}8\,\mathrm {k\Omega } }
an, wobei {\displaystyle h} die Planck-Konstante und {\displaystyle e} die Elementarladung ist. Beide sind Naturkonstanten; die Plateauwerte hängen also weder von den Materialeigenschaften wie der Ladungsträgerdichte, noch von der Probengröße, noch von der Magnetfeldstärke ab. Beim integralen Quanten-Hall-Effekt kommen nur ganzzahlige Nenner von {\displaystyle R_{\mathrm {K} }} vor, beim fraktionalen Quanten-Hall-Effekt (auch fraktionierter QHE) nehmen die Nenner die Form von Brüchen an (siehe unten).
Für die Entdeckung des quantisierten Hall-Effekts erhielt Klaus von Klitzing im Jahr 1985 den Nobelpreis für Physik. Die Von-Klitzing-Konstante {\displaystyle R_{\mathrm {K} }} wurde als Normal des elektrischen Widerstandes verwendet. Seit der Reform des SI von 2019, bei der den Konstanten h und e ein exakter Wert zugewiesen wurde, hat auch die Von-Klitzing Konstante einen exakten Wert.

## Beschreibung des Phänomens

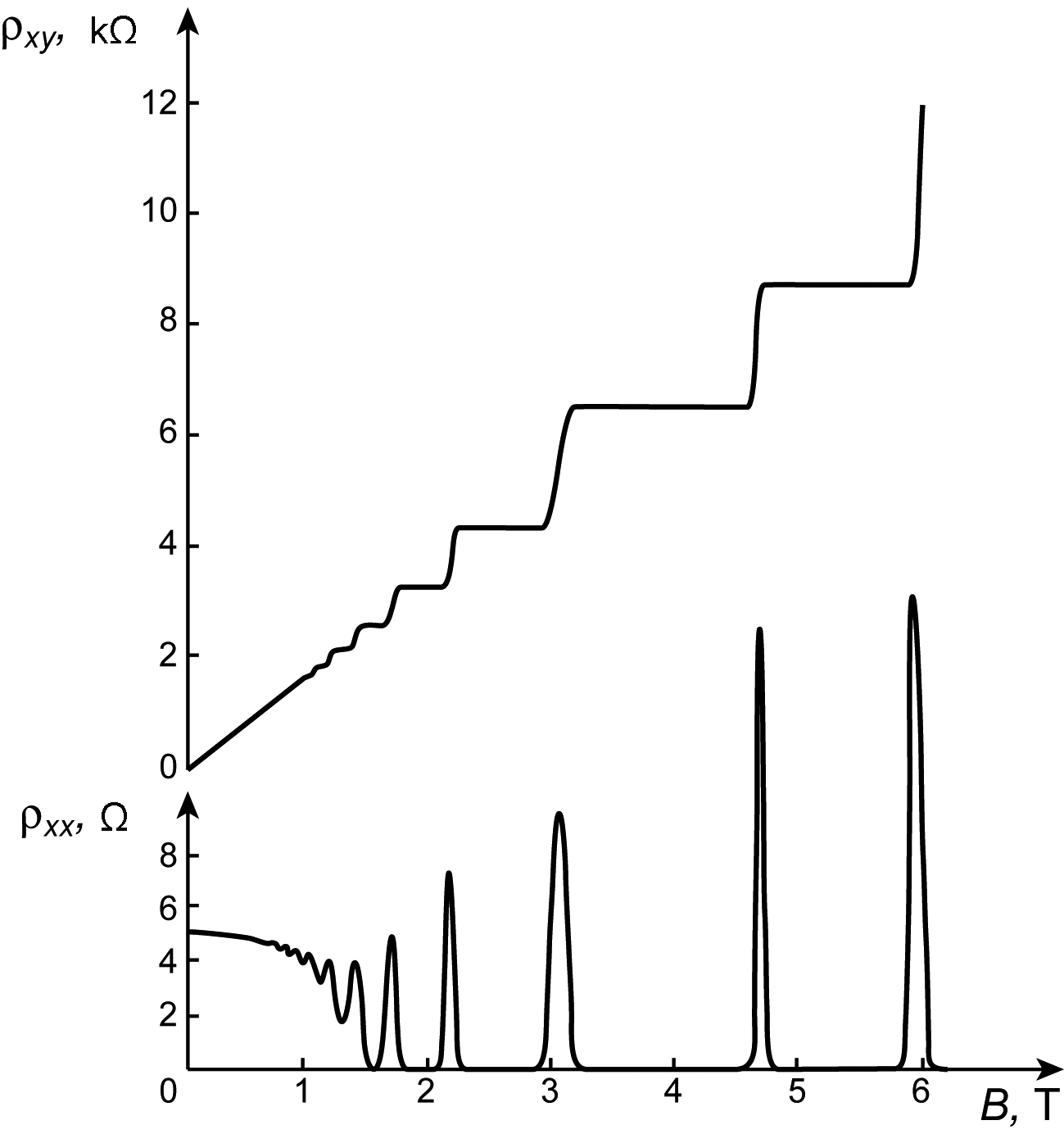
Hall-Widerstand ρ_{xy} und elektrischer Widerstand ρ_{xx} bei tiefen Temperaturen, abhängig von der magnetischen Flussdichte B. Für das höchste gezeigte Plateau von ρ_{xy} gilt ν = 3.

Beim klassischen Hall-Effekt fließt elektrischer Strom durch eine Platte, die senkrecht zu ihrer Oberfläche von einem Magnetfeld durchsetzt wird. Die im Magnetfeld fließenden Ladungsträger werden durch die Lorentzkraft seitlich abgelenkt, so dass an den Kanten der Platte quer zur Stromrichtung eine elektrische Spannung gemessen werden kann, die als Hall-Spannung bezeichnet wird.
Das Verhältnis der seitlich anliegenden Hall-Spannung zum Strom wird als Hall-Widerstand bezeichnet und beträgt in zweidimensionalen Hall-Streifen beim klassischen Hall-Effekt
{\displaystyle R_{\mathrm {H} }={\frac {U_{\mathrm {H} }}{I}}={\frac {B}{ne}}}, 
wobei {\displaystyle U_{\mathrm {H} }} die quer zum Gesamtstrom auftretende Hallspannung, {\displaystyle I} der Gesamtstrom (senkrecht zur Richtung, in der die Hallspannung gemessen wird), {\displaystyle B} die Magnetfeldstärke, {\displaystyle n} die Ladungsträgerdichte  und {\displaystyle e} die Elementarladung ist. Der klassische Hall-Widerstand ist also proportional zum anliegenden Magnetfeld. Man sieht dies im Bild für kleine {\displaystyle B}-Feldwerte.
Bei hinreichend tiefer Temperatur und starkem Magnetfeld nimmt der Hall-Widerstand jedoch unabhängig vom Material einen der Plateau-Werte
{\displaystyle R_{\mathrm {H} }={\frac {h}{\nu e^{2}}}={\frac {R_{\mathrm {K} }}{\nu }}} (im nebenstehenden Bild wird {\displaystyle R_{\mathrm {H} }} mit {\displaystyle \rho _{xy}} gekennzeichnet)
an, wobei hier {\displaystyle \nu =1,2,\dots } ganze Zahlen sind, {\displaystyle h} die Planck-Konstante und {\displaystyle R_{\mathrm {K} }} die Von-Klitzing-Konstante („von Klitzing’scher Elementarwiderstand“) ist.
Eine kontinuierliche Zunahme der Stärke des Magnetfeldes {\displaystyle B} lässt jetzt den Hall-Widerstand zunächst konstant, bis dieser auf den nächsten Stufenwert wechselt. Die Mitte der Stufen entspricht der oberen Formel, also dem klassischen Hall-Effekt. Genau in der Stufenmitte verschwindet die in Stromrichtung an der Probe anliegende Spannung {\displaystyle U_{x}}, das heißt, der elektrische Widerstand ist dort Null und die Leitung wird dissipationsfrei, anscheinend im ganzen Plateaubereich zwischen den Stufen. An den Stufen selbst ergeben sich scharfe Maxima im Widerstand.
Bei den Plateauzuständen des Quanten-Hall-Effekts handelt es sich also, ähnlich wie bei der Supraleitung, um einen makroskopischen Quantenzustand.

## Versuchsbedingungen
Versuche zur Beobachtung des Quanten-Hall-Effektes werden üblicherweise in einem einfachen Helium-Kryostaten bei 4,2 Kelvin durchgeführt. Tiefere Temperaturen, die nur durch deutlich aufwändigere Kühltechnik möglich werden, sind meistens nicht nötig, außer für die Beobachtung des gebrochenzahligen Effektes. Eine Stickstoffkühlung reicht allerdings nicht aus, da die Kühltemperatur bei ca. 70 Kelvin liegt und aufgrund dessen die mittlere freie Weglänge der Elektronen noch zu gering ist, die Messung also durch Wechselwirkungen zu stark gestört wird.
Je nach Probe werden Magnetfelder von einigen Tesla verwendet und konnten bei von Klitzings Apparatur bis zu 40 Tesla betragen, was einem Vielfachen der mittleren Erdmagnetfeldstärke in Deutschland von etwa 50 Mikrotesla entspricht. Für sehr starke Magnetfelder wird meist ein Helmholtz-Spulen-Paar aus supraleitendem Material verwendet, in dem typischerweise Spulenstromstärken zwischen 10 A und 100 A fließen. Der Strom durch die Probe selbst liegt dagegen nur bei 0,1 bis 10 μA.
Die bei QHE-Versuchen verwendeten Proben sind MOSFETs (metal oxide semiconductor field effect transistors), bei denen die Ladungsträgerdichte durch eine am Transistorgatter angelegte Spannung verändert werden kann, oder aber Halbleiter-Isolator-Heterostrukturen (z. B. AlxGa1-xAs/GaAs-Heterostrukturen), also dünne Plättchen, die einen Übergang zwischen einem Isolator und einem Halbleiter besitzen. An einer solchen Grenzschicht verlieren die Elektronen eine Bewegungsrichtung: Die {\displaystyle z}-Richtung, in der das Magnetfeld angelegt wird, ist im Grenzpotential durch eine Quantenzahl fixiert, die Besetzungswahrscheinlichkeit des nächsthöheren Energieniveaus ist verschwindend gering. Man spricht daher von einem zweidimensionalen Elektronengas. An diesem Teil der wissenschaftlichen Arbeit wirkten Gerhard Dorda und Michael Pepper mit.
In dem im Jahr 2004 erstmals hergestellten Material Graphen wurde der Quanten-Hall-Effekt bei Raumtemperatur beobachtet, siehe auch unten im Abschnitt Ungewöhnlicher Quanten-Hall-Effekt in Graphen-Monolagen.

## Theorie

### Leitfähigkeitstensor
Aufgrund eines Magnetfelds oder von bevorzugten Leitungsrichtungen in einem Festkörper ist das Ohmsche Gesetz allgemein mithilfe eines Leitfähigkeitstensors {\displaystyle {\stackrel {\leftrightarrow }{\sigma }}} zu schreiben:
{\displaystyle {\vec {j}}={\stackrel {\leftrightarrow }{\sigma }}{\vec {E}}\,.}
In zwei Dimensionen lässt sich der Leitfähigkeit- {\displaystyle {\stackrel {\leftrightarrow }{\sigma }}} und der Widerstandstensor {\displaystyle {\stackrel {\leftrightarrow }{\rho }}} als 2x2-Matrizen darstellen:
{\displaystyle {\stackrel {\leftrightarrow }{\sigma }}=\left({\begin{array}{cc}\sigma _{xx}&-\sigma _{xy}\\\sigma _{xy}&\sigma _{xx}\end{array}}\right),\ \ {\stackrel {\leftrightarrow }{\rho }}={\stackrel {\leftrightarrow }{\sigma }}^{\,-1}={\frac {1}{\sigma _{xx}^{2}+\sigma _{xy}^{2}}}\left({\begin{array}{cc}\sigma _{xx}&\sigma _{xy}\\-\sigma _{xy}&\sigma _{xx}\end{array}}\right)=\left({\begin{array}{cc}\rho _{xx}&\rho _{xy}\\-\rho _{xy}&\rho _{xx}\end{array}}\right)}.
Wählt man für die Beschreibung des QHE {\displaystyle x} als die Stromrichtung, {\displaystyle y} als die seitliche Richtung, in die die Hall-Spannung anliegt, und {\displaystyle z} als die Magnetfeldrichtung, so gilt aufgrund der Anordnung {\displaystyle j_{y}=0}.

### Orthogonales E- und B-Feld
Die klassische Bewegung von freien Elektronen, die sich in zueinander senkrecht (orthogonal) stehenden elektrischen und magnetischen Feldern befinden, ist eine auf Spiralbahnen entlang des {\displaystyle B}-Feldes und kann als Überlagerung der folgenden Komponenten aufgefasst werden:
- eine Kreisbewegung mit der Zyklotronfrequenz {\displaystyle \omega _{c}={\frac {eB}{m}}} um die {\displaystyle B}-Feldrichtung,
- einer Driftbewegung mit {\displaystyle v_{D}=-E/B} senkrecht zu {\displaystyle E}- und {\displaystyle B}-Feld,
- einer unbeschleunigten Bewegung in {\displaystyle B}-Feldrichtung.

Die Zyklotronfrequenz spielt auch beim QHE eine wichtige Rolle, wie wir gleich sehen werden.

### Quantenmechanische Betrachtung
Mit {\displaystyle {\vec {p}}=i\hbar \nabla +e{\vec {A}}}, der Coulomb-Eichung {\displaystyle {\vec {A}}=(0,xB,0)} und dem Separationsansatz {\displaystyle \psi =\xi (x)\cdot \mathrm {e} ^{i(k_{y}y+k_{z}z)}} kann die Schrödingergleichung für das freie Elektron, also
{\displaystyle {\frac {{\vec {p}}^{2}}{2m}}\ \psi \ =\ E\ \psi },
in eine Differentialgleichung für die {\displaystyle x}-abhängige Funktion {\displaystyle \xi } umgeformt werden, die die Schrödingergleichung eines harmonischen Oszillators um den Ruhepunkt {\displaystyle X={\frac {\hbar k_{y}}{m\omega _{c}}}} ist. Man erhält als Energieeigenwerte nur die Landau-Niveaus:
{\displaystyle E=E_{z}+\left(l+{\frac {1}{2}}\right)\ \hbar \omega _{c}\,}, wobei {\displaystyle l=0,1,2,\dots }.
Bei einer Probenabmessung von {\displaystyle L_{x}} in Stromrichtung bzw. {\displaystyle L_{y}} in Richtung der Hall-Spannung gilt dann: Die Kreiswellenzahl in {\displaystyle y}-Richtung kann die Werte {\displaystyle k_{y}={\frac {2\pi }{L_{y}}}\cdot \kappa } mit ganzzahligem {\displaystyle \kappa } annehmen, sie taucht aber auch in der Ruhelage des harmonischen Oszillators auf, für die {\displaystyle 0\leq X\leq L_{x}} gilt. Daraus ergibt sich für {\displaystyle \kappa } der Wertebereich
{\displaystyle 0\leq \kappa \leq L_{x}L_{y}{\frac {eB}{h}}}.
Jedes Landau-Niveau hat also in diesem Bauteil als Entartungsgrad pro Flächeneinheit eine Größe gL („Zustandsflächendichte“), für die folgende Beziehung gilt:
{\displaystyle g_{L}={\frac {eB}{h}}\,.}
Am Probenrand und durch Unordnungspotenziale in der Probe treten weitere Effekte auf, die beim Verständnis des QHE eine entscheidende Rolle spielen und im Folgenden erläutert werden, denn allein mit den idealen Landau-Niveaus lässt sich der QHE nicht erklären.

### Vereinfachte Erklärung des QHE
Durch das Anlegen eines Magnetfeldes (senkrecht zum zweidimensionalen Elektronengas (2DEG)) werden die Elektronen dazu gebracht, sich auf Kreisbahnen – den Zyklotronbahnen – zu bewegen. Mit der Coulomb-Eichung lässt sich die Hamilton-Funktion {\displaystyle H} des Systems schreiben als {\displaystyle H={\tfrac {1}{2m}}(p_{x}^{2}+p_{y}^{2}+(p_{z}+eBx)^{2})}. Dies lässt sich umschreiben zu einer Hamilton-Funktion des harmonischen Oszillators in {\displaystyle x}-Richtung mit der Zyklotronfrequenz {\displaystyle \omega _{c}}. Dessen Zustände sind quantisiert und bilden die Landau-Niveaus.
Legt man nun senkrecht zum Magnetfeld ein zusätzliches longitudinales elektrisches Feld (etwa durch ein externes Potential) parallel zum 2DEG an, so erfahren die Elektronen eine zusätzliche Ablenkung. Im idealen Fall (ohne Streuung) werden sie dabei in die zum elektrischen Feld senkrechte Richtung abgelenkt und erzeugen die Hall-Spannung UH, d. h., sie beschreiben eine Spiralbahn senkrecht zum elektrischen und Magnetfeld (die Bewegung ist durch das 2DEG in diese zwei Dimensionen eingeschränkt). Da ohne Streuung die Streuzeit τ gegen unendlich geht, verschwinden sowohl die Leitfähigkeit (in Richtung des externen elektrischen Feldes/Potentials) als auch der zugehörige Widerstand, da sich die Elektronen senkrecht zum Potential bewegen. Bezieht man nun die Streuung mit ein, so ändert sich die Richtung eines Elektrons, das an einer Störstelle gestreut wurde. Dadurch erfahren die Ladungsträger eine Komponente in Richtung des elektrischen Feldes, die zu einem Strom führt.
Quantenmechanisch kann man die Oszillationen von Widerstand und Leitfähigkeit vereinfacht dadurch erklären, dass je nach Position der Fermienergie relativ zu den Landau-Niveaus Streuung stattfinden kann oder nicht. Die Landau-Niveaus sind durch die endlichen Umläufe der Elektronen nicht deltaförmig, sondern verbreitert (Halbwertsbreite {\displaystyle \Gamma \propto 1/\tau }). Befindet sich die Fermienergie innerhalb eines Niveaus, so tritt Streuung auf, da freie Zustände existieren, in die gestreut werden kann. Liegt die Fermienergie jedoch zwischen zwei Landau-Niveaus, wird die Streuung mangels freier Zustände idealerweise vollständig unterdrückt und es findet nur über die Randkanäle widerstandfreier Transport statt (siehe unten).
Die Position der Landau-Niveaus zueinander ändert sich über {\displaystyle \hbar \omega _{c}} mit dem {\displaystyle B}-Feld. Die Fermi-Kante, also der Energiewert, bis zu dem sich freie Elektronen im Festkörper befinden, liege zwischen den Niveaus {\displaystyle \nu } und {\displaystyle \nu +1}. Wie oben festgestellt wurde, verschwindet die Komponente {\displaystyle U_{x}} in der Mitte der Plateaus; die Hall-Spannung {\displaystyle U_{\mathrm {H} }} verschwindet dagegen nicht. Aus der Ladungsträgerdichte {\displaystyle n=\nu g_{L}}, der jeweiligen Ladung und ihrer Driftgeschwindigkeit {\displaystyle v_{\mathrm {D} }=E_{\mathrm {H} }/B} lässt sich die Stromdichte {\displaystyle j_{x}} bestimmen:
{\displaystyle j_{x}=-env_{\mathrm {D} }=\nu \cdot eg_{L}v_{\mathrm {D} }=\nu \cdot {\frac {e^{2}}{h}}E_{\mathrm {H} }\ {\stackrel {!}{=}}\ \sigma _{xy}E_{\mathrm {H} }}.
Die Nebendiagonalkomponente {\displaystyle \sigma _{xy}} des Leitfähigkeitstensors ist also ein ganzzahliges Vielfaches ({\displaystyle \nu =1,2,\dots }) der von Klitzing’schen Grundeinheit {\displaystyle e^{2}/h}, woraus {\displaystyle R_{\mathrm {H} }={\frac {U_{\mathrm {H} }}{I}}={\frac {h}{\nu \cdot e^{2}}}} folgt. Wird {\displaystyle B} verändert, so bleibt die Zahl {\displaystyle \nu } konstant, bis ein neues Landau-Niveau an die Fermikante stößt und {\displaystyle \nu } seinen Wert ändert.
Strenggenommen kann das Fermi-Niveau nicht zwischen zwei Landau-Niveaus liegen: Wird ein Landau-Niveau durch ein steigendes {\displaystyle B}-Feld entvölkert, so springt die Fermienergie in das nächstniedrigere Niveau, ohne dazwischen zu verbleiben. Das widerspricht jedoch der Annahme, unter der das Auftreten der Oszillationen erklärt werden soll. Die Lösung dieses scheinbaren Problems sind Effekte in realen Kristallen. Nur bei völlig reinen Kristallen, die auch keine Gitterfehler aufweisen, tritt obiges Verhalten auf. Durch die in Realität vorhandenen Störstellen werden die „glatten“ Landau-Niveaus „wellig“. Befindet sich nun die Fermienergie in der Nähe eines solchen Niveaus, gibt es nicht mehr nur am Rand Schnittpunkte („Randkanäle“), sondern auch im Innern der Probe. Somit kann das Ferminiveau auch zwischen den Landau-Niveaus liegen.

### Zusammenhang mit Magnetflussquanten
Wird der Entartungsgrad mit der Probenfläche multipliziert, so erhält man den folgenden Zusammenhang zwischen der Anzahl von Elektronen im Landauniveau und der Anzahl von Flussquanten in der Probe:
{\displaystyle N_{\text{Zustände pro Landauniveau}}=g_{L}\cdot L_{x}L_{y}={\frac {eB}{h}}\cdot L_{x}L_{y}={\frac {\Phi }{h/e}}=N_{\text{Flussquanten in der Probe}}}.
(Flussquant ist hier die Konstante {\displaystyle {\tfrac {h}{e}}}; in der Theorie der Supraleitung hingegen wird {\displaystyle {\tfrac {h}{2e}}} als Flussquant bezeichnet.)
Im Plateauzustand rotiert um jedes Magnetflussquant also die gleiche Anzahl {\displaystyle \nu \,} von Elektronen. Dieser Zusammenhang spielt insbesondere beim fraktionalen Quanten-Hall-Effekt eine Rolle, bei dem sich aus Elektronen und Flussquanten Quasiteilchen bilden (Robert B. Laughlin, Jainendra K. Jain).

### Zusammenhang mit der Feinstrukturkonstante
Für Elementarteilchen-, Atom- und Molekülphysiker bzw. für Chemiker ist der Quanten-Halleffekt u. a. deshalb interessant, weil der reziproke Von-Klitzing-Widerstand die in diesen Disziplinen sehr wichtigen Sommerfeldschen Feinstrukturkonstante {\displaystyle \alpha } direkt mit der elektrischen Feldkonstante {\displaystyle \varepsilon _{0}} verknüpft:
{\displaystyle \alpha \ =\ {\frac {1}{2c\,\varepsilon _{0}}}\;{\frac {e^{2}}{h}}=\ {\frac {1}{2c\,\varepsilon _{0}}}\;{\frac {1}{R_{\mathrm {K} }}}.}

### Notwendigkeit der Versuchsbedingungen
Das starke Magnetfeld ist einerseits dazu notwendig, dass die Landau-Niveaus voneinander getrennt sind. Es bringt aber auch die Anzahl von Flussquanten in dieselbe Größenordnung wie die Anzahl von freien Ladungsträgern.
Die Übergänge auf höhere Landau-Niveaus sind thermisch nur bei niedrigen Temperaturen wahrscheinlich. Ebenso wird die Einschränkung auf zwei Dimensionen benötigt, um {\displaystyle E_{z}} als einen festen Wert ansehen zu können.

## Geschichte
Der QHE geht kontinuierlich aus dem klassischen Hall-Effekt hervor, wenn die Temperatur abgesenkt wird, Proben mit höherer Beweglichkeit der Elektronen untersucht werden und das Magnetfeld stark anwächst. Abhängig von diesen Parametern tritt der Quanten-Hall-Effekt bei sehr hohen Magnetfeldstärken auf. Die späte Entdeckung des Effekts beruht unter anderem darauf, dass – im Gegensatz zu vielen anderen physikalischen Größen – die apparative Erzeugung von dauerhaften Magnetfeldern verhältnismäßig stark limitiert ist (20–40 Tesla). Deshalb dauerte der Übergang vom klassischen Hall-Effekt, der seit 1879 bekannt ist, zum Quanten-Hall-Effekt mehr als 100 Jahre, bis genügend hochbewegliche Elektronensysteme in Halbleiter-Heterostrukturen zur Verfügung standen.
Obwohl die Plateaus im Hall-Widerstand bereits früher beobachtet wurden, wurden die Werte erst 1980 am Hochfeldmagnetlabor in Grenoble (GHMFL) (damals noch dt.-frz. Kooperation von MPI-FKF und CNRS) durch Klaus von Klitzing mit Naturkonstanten in Verbindung gebracht.
Da die Von-Klitzing-Konstante {\displaystyle R_{\mathrm {K} }} eine universelle Bezugsgröße für die Messung von Widerständen ist, die überall auf der Welt exakt reproduziert werden kann, wurde sie 1990 durch internationale Übereinkunft als Normal für die Darstellung der Maßeinheit Ohm festgelegt. Sie hängt, wie oben erwähnt, über zwei weitere Größen mit der Feinstrukturkonstante {\displaystyle \alpha } aus der Quantenelektrodynamik zusammen. Seit der Revision von 2019 ist das Internationale Einheitensystem (SI) dadurch definiert, dass einigen Konstanten, darunter e und h, feste Werte zugewiesen wurden. Dadurch hat die Von-Klitzing Konstante in SI-Einheiten nun einen exakten Wert.

## Varianten und verwandte Effekte

### Gebrochenzahliger Quanten-Hall-Effekt (Fraktionaler QHE)
Wenige Jahre nach der Entdeckung des Quanten-Hall-Effekts wurden in GaAs zusätzliche Plateaus mit nicht-ganzzahligem {\displaystyle \nu } gefunden, wobei viele konkrete Ähnlichkeiten zum ganzzahligen Quanten-Hall-Effekt auftreten. Gut beobachtbar sind gebrochene Quantenzahlen {\displaystyle \nu }, für die {\displaystyle \nu ={\frac {m}{2m+1}}} oder {\displaystyle \nu =1-{\frac {m}{2m+1}}} gilt.
Ursache für die Ähnlichkeiten ist anscheinend die Tendenz der Elektronen, zusammen mit dem Magnetfeld gebundene Zustände (composite fermions) zu bilden. Die gebundenen Zustände bestehen hier jeweils aus einem oder mehreren Elektronen und einer passenden Anzahl magnetischer Flussquanten.
Für die Entdeckung des Gebrochenzahligen Quanten-Hall-Effekts erhielten Horst Ludwig Störmer und Daniel Tsui gemeinsam mit Robert B. Laughlin, der den Effekt als Quantenflüssigkeit interpretierte, den Nobelpreis für Physik 1998. Störmer und Tsui entdeckten den Effekt 1981 an den Bell Laboratories mit Arthur Gossard.

### Ungewöhnlicher Quanten-Hall-Effekt in Graphen-Monolagen
In dem im Jahr 2004 erstmals hergestellten Material Graphen wurde der Quanten-Hall-Effekt bei Raumtemperatur beobachtet.
Wegen der Besonderheiten in der Dispersion ist in diesem Material (siehe Graphen) die Treppenstruktur der ganzzahligen Quanten-Hall-Plateaus, {\displaystyle \sigma _{xy}\propto \nu }, für alle Stufen genau „um 1/2 verschoben“, {\displaystyle \nu \to \nu +{\tfrac {1}{2}}\,,\,\forall \,\nu =\,1,\,2,\,\dots \,.} Die „Zwei-Valley“-Struktur von Graphen und die Spin-Entartung ergeben einen zusätzlichen Faktor 4. Die Differenz der Plateauzentren ist aber immer noch ganzzahlig.

### Quanten-Spin-Hall-Effekt
Der Quanten-Spin-Hall-Effekt wurde zuerst 2005 von Charles L. Kane und Gene Mele aufbauend auf einer Arbeit von F. Duncan M. Haldane in Graphen vorgeschlagen und unabhängig von Andrei Bernevig und Shoucheng Zhang. Die zugrundeliegenden Transportphänomene sind topologisch geschützt, zum Beispiel topologische Isolatoren.
Forscher der Princeton University um Zahid Hasan und Robert Cava berichteten in der Zeitschrift Nature vom 24. April 2008 über Quanten-Hall-artige Effekte in Kristallen aus Bismut-Antimon, ohne dass ein externes Magnetfeld angelegt werden musste. Diese Bismut-Antimon-Legierung ist ein Beispiel eines topologischen Metalls. Die Spinströme konnten jedoch nur indirekt gemessen werden (mit Synchrotron-Photoelektronenspektroskopie).
Die direkte Messung von Spinströmen in solchen Bi-Sb-Legierungen gelang 2009 einem internationalen Team, darunter Charles L. Kane, Zahid Hasan, Robert Cava, Gustav Bihlmayer vom Forschungszentrum Jülich. Die Spinströme fließen ohne äußeren Anreiz aufgrund der inneren Struktur des Materials. Der Informationsfluss erfolgt verlustfrei, selbst bei leichten Verunreinigungen.
Der erste experimentelle Nachweis gelang der Gruppe um Laurens Molenkamp um 2007 in Würzburg in Tellur-Cadmium-Quantentöpfen. 2017 wurde ein Vorschlag für ein Quanten-Spin-Hall-Material bei Raumtemperatur gemacht (Werner Hanke u. a.).

### Schubnikow-de-Haas-Effekt
Der Schubnikow-de-Haas-Effekt beschreibt die Oszillationen der Leitfähigkeit entlang des angelegten Strompfades ({\displaystyle \sigma _{xx}}), also senkrecht zur Richtung des Quanten-Hall-Effekts. Auf den ersten Blick sinkt paradoxerweise sowohl die Leitfähigkeit als auch der Widerstand in paralleler Richtung (bei hoher Reinheit des 2DEG) genau dann auf 0, wenn die Hallspannung ({\displaystyle \sigma _{yy}}) gerade ein Plateau erreicht. Eine anschauliche Beschreibung liefert das Randkanalmodell, welches durch den Landauer-Büttiker-Formalismus beschrieben werden kann.